# Otiocerus reaumurii
Otiocerus reaumurii är en insektsart som beskrevs av Kirby 1821. Otiocerus reaumurii ingår i släktet Otiocerus och familjen Derbidae. Inga underarter finns listade i Catalogue of Life.